# Sone no Yoshitada
Sone no Yoshitada (曾禰好忠) (né vers 920, mort après 1000) est un poète japonais du milieu de l'époque de Heian dont la généalogie n'est pas connue. Parce qu'il occupe longtemps un poste gouvernemental dans la province de Tango, il est aussi appelé Sotango (曾丹後) ou Sotan (曾丹).
Durant cette époque, il compose l'anthologie poétique Hyaku Shuuta (百首歌), comparable au Hyakunin Isshu, et qui contient cent poèmes attribués à un auteur différent. Il compile également le Maitsuki-shū (毎月集) avec un total de 360 poèmes. Il entretient des relations amicales avec des poètes importants comme Minamoto no Shitagō, Ōnakatomi no Yoshinobu ou Minamoto no Shigeyuki entre autres, bien que la personnalité agressive de Yoshitada lui soit une source d'isolement au sein de la société courtisane.
Quelques-uns de ses poèmes sont inclus dans le Shūi Wakashū. Une compilation de ses poèmes est faite qui s'appelle Sotan-shū (曾丹集). Son nom fait partie de la liste des poètes du Ogura Hyakunin Isshu et de celle des trente-six poètes immortels du Moyen Âge (Chūko Sanjūrokkasen). Son style oratoire simple contraste avec celui de son temps, formé sur la poésie de Ki no Tsurayuki.